# Chiesa di San Barnaba (Milano)
La chiesa dei Santi Paolo e Barnaba, più conosciuta come San Barnaba, è un edificio di culto situato nel centro storico di Milano, il primo edificio dell'Ordine dei Barnabiti. La chiesa si trova in via della Commenda 1, a Milano.

## Storia
La chiesa di San Barnaba fu costruita su disegno dell'architetto perugino Galeazzo Alessi nel 1561 come chiesa madre dei Chierici Regolari di San Paolo, anche detti Barnabiti al posto di una chiesa preesistente realizzata certamente prima del 1486. Nel 1625 a Camillo Procaccini viene affidata la realizzazione degli affreschi che tuttora ornano la volta della navata e il coro.
Alla fine del 2010 è stato completato, a cinquant'anni dal precedente, il restauro dell'intera facciata e della porta di ingresso al tempio, realizzata nel 1965 dallo scultore milanese Giovanni Maria Stoppani.

## Descrizione

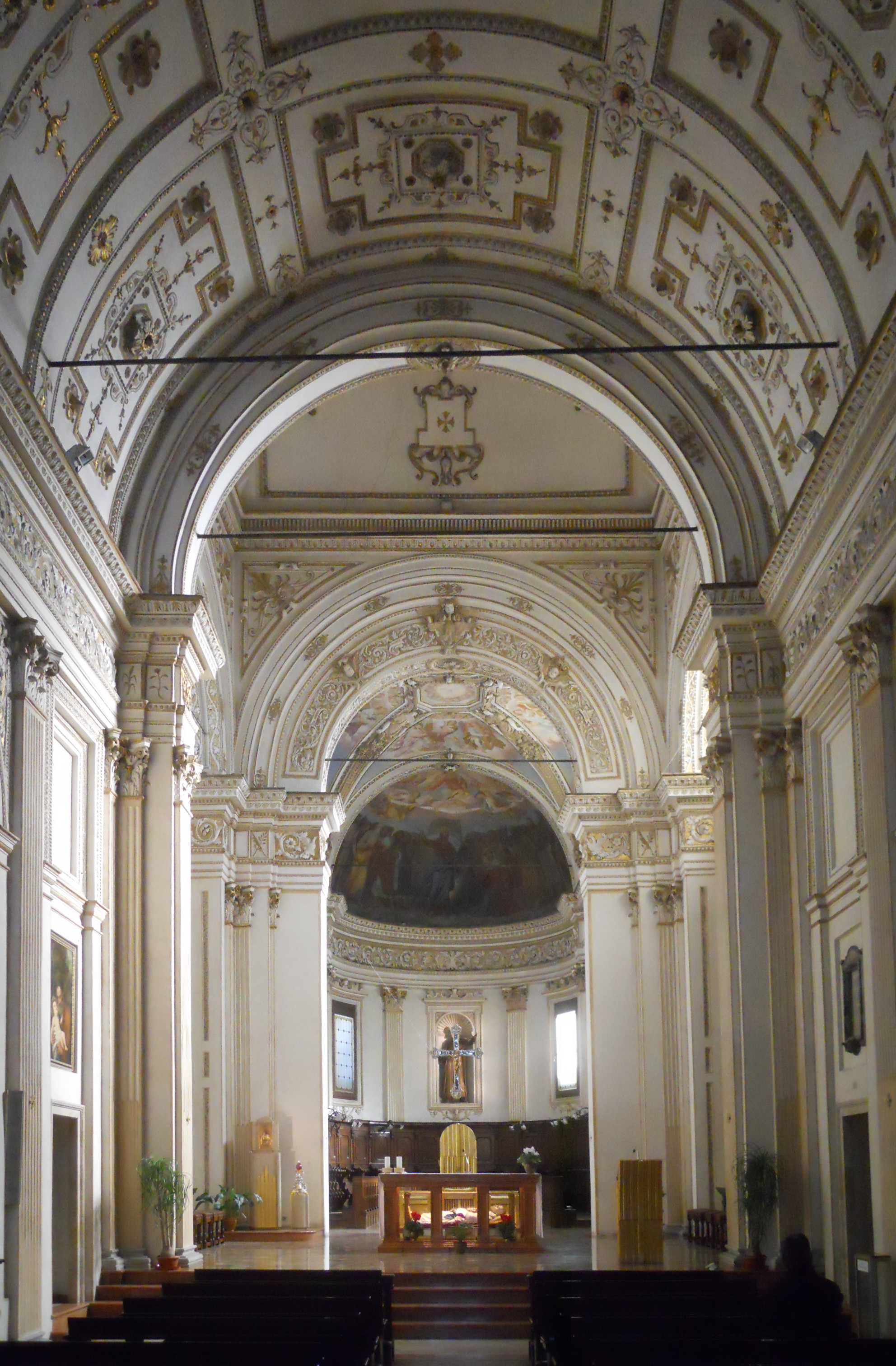
Interno

### Esterno
La facciata della chiesa, puro esempio di architettura manierista, è bipartita in due ordini sovrapposti da un cornicione ed è sormontata da un timpano rettangolare decorato con ghirlande scolpite. Al centro dell'ordine inferiore, fra due coppie di lesene ioniche, si trova il portale mentre, in quello superiore, fra due coppie di semicolonne corinzie, vi è il grande finestrone a serliana. Nella facciata si aprono quattro nicchie semicircolari contenenti le statue di San Barnaba e di Sant'Ambrogio nell'ordine inferiore, di San Pietro e San Paolo in quello superiore.

### Interno
L'interno della chiesa di San Barnaba è a navata unica con tre cappelle per lato. In prossimità del presbiterio, rialzato di quattro gradini rispetto al resto della chiesa, si allarga, per restringersi nell'area del coro quadrangolare, coperto con volta a crociera affrescata, e dell'abside semicircolare. Le pareti di tutta la chiesa sono riccamente decorate con elementi architettonici in stucco dorato.
San Barnaba vanta al suo interno un'interessante raccolta di dipinti del manierismo milanese: in una delle cappelle laterali è conservata un olio su tavola con le Stigmate di san Francesco d'Assisi di Giovanni Paolo Lomazzo, in un'altra una Pietà di Aurelio Luini mentre ai lati dell'altare maggiore si segnalano le due grandi tele con Storie dei santi Paolo e Barnaba, prima opera di Simone Peterzano a Milano (1572-1573).
Sotto l'altar maggiore post-conciliare, entro un'urna di vetro, è conservato il corpo del fondatore dei Barnabiti, sant'Antonio Maria Zaccaria.

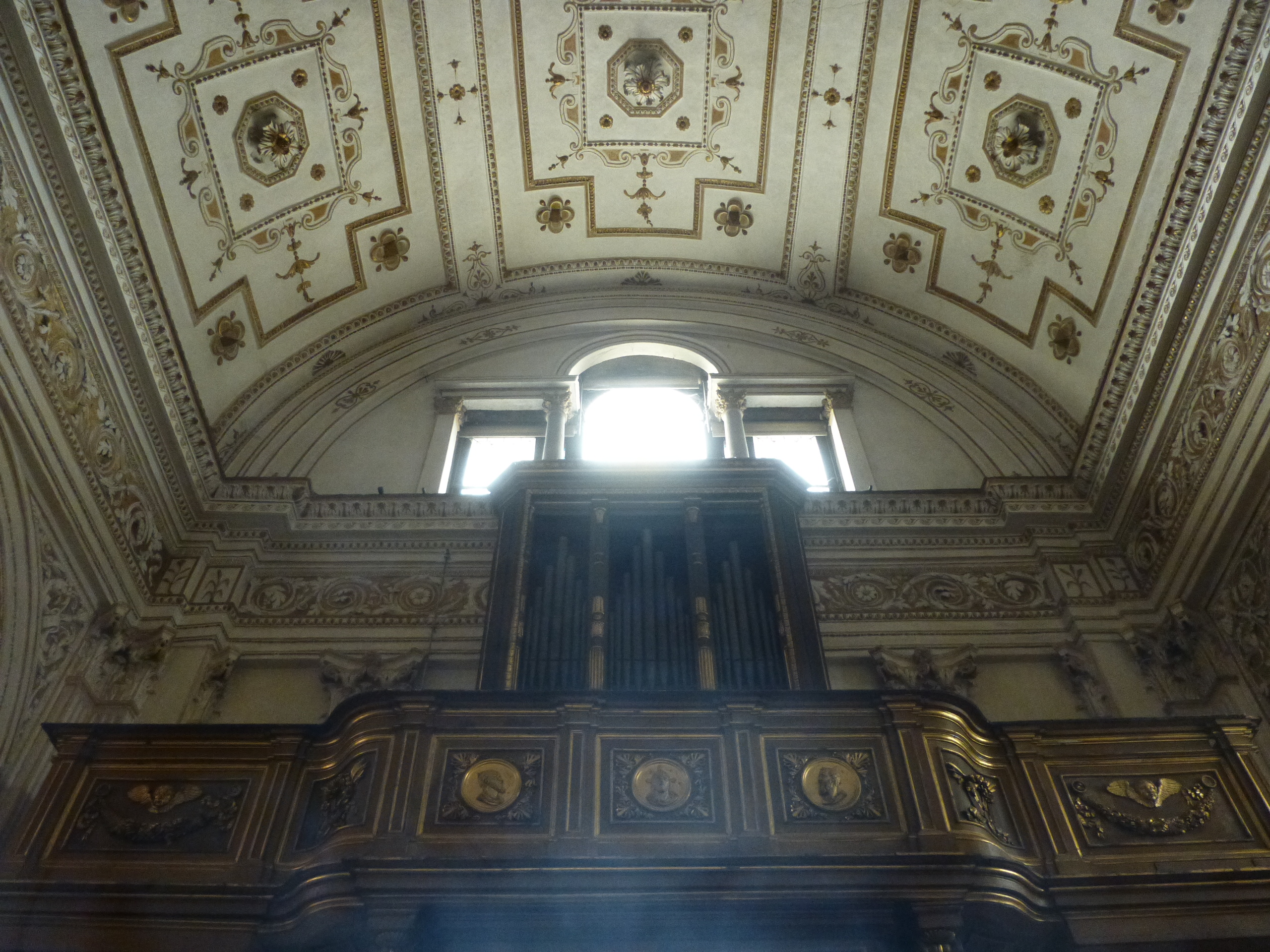
L'organo

Sulla cantoria in controfacciata, entro una cassa lignea neoclassica con mostra composta da tre cuspidi di canne di principale ciascuna entro un campo, si trova l'organo a canne, costruito da Pacifico Inzoli nel 1896.